# Bainechina rossiae
Bainechina rossiae ist ein parasitärer Spulwurm und einziger Vertreter der Gattung Bainechina. Er kommt im Darm von Raubbeutlern in Australien vor. In der Namensgebung ehrte der Erstbeschreiber die Parasitologin Odile Bain und seinen Kollegen P. Rossi, der Namensteil echina von altgriechisch ἐχῖνος echinos, deutsch ‚Igel‘ nimmt auf den Dornenbesatz Bezug, den Terminus verwendete auch Alain Chabaud als Namensteil einiger anderer Gattungen der Seuratidae.

## Merkmale
Bainechina hat die Merkmale der Seuratinae. Die dreieckige Mundöffnung ist ohne Lippen. Das Vorderende trägt zwei Paare doppelter submedianer Papillen und zwei Amphiden. Die Kopfregion ist ohne Dornen, der übrige Körper ist mit zahlreichen Reihen von Dornen oder Haken besetzt, die nach hinten kleiner werden und sich bei Weibchen bis ans Ende, bei Männchen nur bis zur Kloake erstrecken. Der kurze keulenförmige Pharynx wird vom Nervenring umgeben, der vor den konischen Deiriden liegt. Die beiden Spicula der Männchen sind gleich groß, einander ähnlich und ohne flügelartige Verbreiterungen. Die Vulva der Weibchen liegt in der Körpermitte. Sie haben unpaare Geschlechtsorgane, sind also monodelphisch, die Vagina zieht nach hinten.
Der Holotyp der Männchen ist 1,9 mm lang und 270 µm dick. Der Pharynx ist 305 µm lang. Die Spicula sind 460 µm lang, ein Gubernaculum ist nicht ausgebildet. Der Schwanz ist 94 µm lang. Von den acht Paaren der Schwanzpapillen liegen vier Paare vor, zwei hinter der Kloake und zwei nahe der Schwanzspitze.
Weibchen sind im Mittel 5,5 mm lang und 380 µm dick. Der Pharynx ist 460 µm lang. Der Nervenring liegt 90 µm hinter dem Vorderende. Die Vulva liegt 3,1 mm vor dem Hinterende, die Vagina 215 µm lang. Der Schwanz ist 640 µm lang.